# Wilco Jiskoot (verzetsstrijder)
Willem Herbertus (Wilco) Jiskoot (Amsterdam, 29 december 1924 - Haarlem, 7 maart 1945) was een verzetsstrijder in de Tweede Wereldoorlog.
Wilco was sinds 1937 lid van de Baarnse scouting en bezocht het Baarnsch Lyceum en vervolgens naar de MTS in Amsterdam.   
Wilco Jiskoot nam tijdens de Tweede Wereldoorlog deel aan het verzet door vanaf begin oktober 1944 in Baarn, de woonplaats van zijn moeder, het Parool te verspreiden. Met medewerking van Het Parool stond hij aan de wieg van het illegale blad Kroniek van de week. Ook was hij initiatiefnemer van het Parool bulletin in Bilthoven. Tegen het einde van de oorlog viel Jiskoot in Amsterdam in handen van het Duitse leger. Daarbij werd hij overgebracht naar het Huis van Bewaring aan de Weteringschans. 
Jiskoot was een van de vijftien Todeskandidaten die op 7 maart 1945 in Haarlem door een Duits vuurpeloton gefusilleerd werden aan de Dreef in Haarlem. De executie gold als represaille voor de dood van Willem Zirkzee, opperwachtmeester van de Staatspolitie. Deze NSB'er was op 1 maart 1945 door Hannie Schaft en Truus Oversteegen geliquideerd. In 1949 werd ter nagedachtenis aan de slachtoffers van deze represaille op de Dreef het monument Man voor het vuurpeloton van de beeldhouwer Mari Andriessen geplaatst. Jiskoot ligt net als de andere slachtoffers van het voorpeloton begraven op erebegraafplaats Bloemendaal in de Kennemerduinen.
In 1982 is Jiskoot postuum het Verzetsherdenkingskruis toegekend. Zijn broer Allard nam de onderscheiding in ontvangst op het terrein van scoutingvereniging Mango Kwane in Baarn, de vereniging waar Wilco sinds 1937 lid van was geweest. Dit kruis is direct daarna overhandigd aan de voorzitter van de scoutinggroep. De groep bestaat sinds 1969 onder de naam Mango Kwane Wilco Jiskoot.

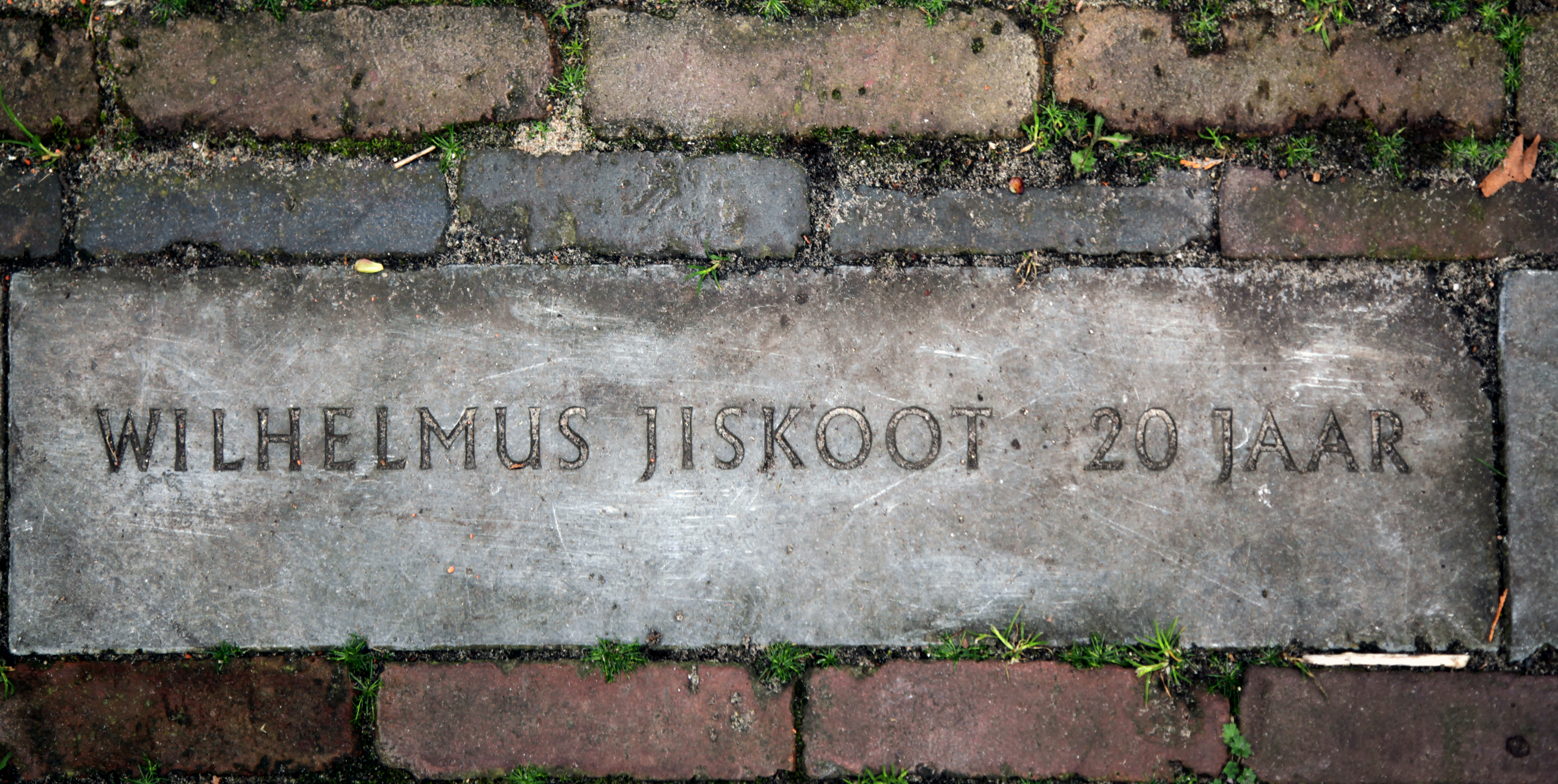
Herdenkingssteen op de Dreef in Haarlem